# Синя тинтява
Синята тинтява (Gentiana cruciata) е тревисто многогодишно растение от рода Тинтява. Расте ниско на туфи. Листата са продълговати или елипсовидни, тъмнозелени, лъскави, с ясно изразено жилкуване. Цветовете са тъмносини или тъмносиньо-виолетови и са групирани във връхната част на листата. Цъфти от юни до октомври.
Синята тинтява има лечебни свойства – използва се при гастрит, колит, чернодробни заболявания, анемия, жълтеница.